# زو تشونغزي
تسو شونغ سي (أو زو تشونغزي في بعض الترجمات العربية) (429م-500م) هو عالم رياضيات و فلكي صيني. يعتبر من أشهر العلماء الرياضيين في تاريخ الصين, و أعظم عالم صيني في فترة الأسر الجنوبية والشمالية (420-589م), كما أنه أول من تمكن من حساب قيمة العدد {\displaystyle \pi } حتى 7 رتب عشرية. كما أن لهذا العالم أعمال شهيرة أخرى منها حساب حجم الكرة، وتبسيط كتاب «الرياضيات في 9 فصول». تعود أصول هذا العالم العظيم إلى أسرة شهيرة كانت في الأصل تعيش في محافظة هوبي شمال الصين، حيث كان جده الأكبر مسؤولا في محكمة سلالة تشين الشرقية التي أنشئت في جيانكانغ (الآن نانجينغ). بعد إضعافها من طرف المؤامرات الحكومية، تم استبدال سلالة تشين الشرقية بأسرة ليو سونغ بعد تمرد سنة 420. و قد عمل جد تسو ووالده كمسؤولين في محكمة سلالة ليو سونغ، والتي كانت أيضا في جيانكانغ (الآن نانجينغ)

## الطفولة
ولد تسو سنة 429 أو 430 في جيان كانغ، مدينة نانجينغ, مقاطعة جيان سو, الصين. و قد عاصر فترة من تاريخ الصين تدعى «فترة الممالك الثلاثة». و حيث أن أسرته ظلت تبحث في علم الفلك، لذلك لمس منذ صغره بمعرفة الرياضيات وعلم الفلك.